# Togo nos Jogos Olímpicos de Verão de 1988
O Togo participou dos Jogos Olímpicos de Verão de 1988 em Seul, na Coreia do Sul. Foi a terceira participação do país em Jogos Olímpicos de Verão.